# Hechtia matudae
Hechtia matudae är en gräsväxtart som beskrevs av Lyman Bradford Smith. Hechtia matudae ingår i släktet Hechtia och familjen Bromeliaceae. Inga underarter finns listade i Catalogue of Life.